# جسیکا آلوز (بازیگر برزیلی)
جسیکا آلوز (زاده ۲۶ مارس ۱۹۹۱) یک بازیگر برزیلی است که در چندین تله رمان شرکت کرده‌است. جسیکا آلوز در کوریتیبا، ایالت پارانا به دنیا آمد. هنگامی که او ۱۵ ساله بود، برای تحصیل در رشته بازیگری و تئاتر به ریودوژانیرو نقل مکان کرد.

## فیلم‌شناسی

### تلویزیون
| تلویزیون | تلویزیون               | تلویزیون                 |
| سال      | عنوان                  | نقش                      |
| -------- | ---------------------- | ------------------------ |
| ۲۰۰۹     | مالهسائو               | نورما ژان والدارس باسلار |
| ۲۰۱۰     | تی وی گلوبینیو         | میزبان                   |
| ۲۰۱۰     | سرگرمی و شرکت          | میریام                   |
| ۲۰۱۰     | تو تو تو               | سیسیلیا اسپینا جوان      |
| ۲۰۱۱     | ای کوپیدو              | رافائلا                  |
| ۲۰۱۱     | کنایه از بی‌فکری در عشق | وانیا                    |
| ۲۰۱۲     | پریمار                 | مانو                     |
| ۲۰۱۲     | عشق ابدی عشق           | Laís                     |
| ۲۰۱۴     | ام فامیلیا             | گیومار                   |